# المؤسسة الوطنية للصناعات الإلكترونية
المؤسسة الوطنية للصناعات الإلكترونية (بالفرنسية: Entreprise nationale de l'industrie électronique)‏، هي شركة جزائرية لصناعة الإلكترونيات ويرمز لها اختصارا (ENIE) باللغة، يقع مقر الشركة بالقرب من مدينة سيدي بلعباس.
أنشئت الشركة سنة 1983، بعد إعادة هيكلة الشركة الأم (SONELEC) المتخصصة في إنتاج الأجهزة الكهرومنزلية. وانفصلت عن الشركة الأم سنة 1989.
تنتج الشركة أجهزة سمعية بصرية أهمها التلفاز متنوعة تطورت بتطور التكنولوجيا. كما للشركة فرع متخصص بصناعة الحواسيب هي شركة ألفترون. وتسعى الشركة حاليا لتطوير إنتاجها ليشمل تقنيات جديدة مثل الألواح الشمسية.

## الأجهزة التي يتم تصنيعها
الهواتف الذكية Smartphones
لوحات باللمس Tablettes
اللوحات الأم Cartes mères
تلفزيونات ليد، سمارت Téléviseurs LED, SMART
أجهزة الكمبيوتر المكتبية Ordinateurs de bureau
أجهزة الكمبيوتر المحمولة Ordinateurs portables
سينما منزلية Home Cinéma
أجهزة العرض Vidéoprojecteurs
الألواح الشمسية Panneaux solaires
أجهزة المراقبة عن بعد Télésurveillance
أجهزة استقبال الأقمار الصناعية Recepteurs satellites

## وصلات خارجية
- موقع الشركة على الإنترنت